# Enxara do Bispo

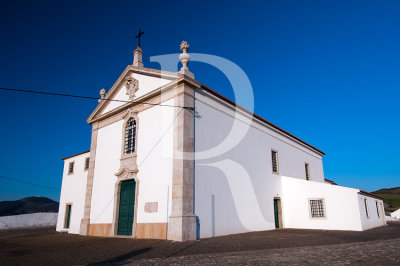

Enxara do Bispo é uma povoação portuguesa do Município de Mafra que foi sede da extinta Freguesia de Enxara do Bispo, freguesia que tinha 18,06 km² de área e 1740 habitantes (2011), e, por isso, uma densidade populacional de 96,3 hab/km².
A Freguesia de Enxara do Bispo foi extinta (agregada) pela reorganização administrativa de 2012/2013, tendo o seu território sido agregado ao das Freguesias de Gradil e Vila Franca do Rosário para criar a União das Freguesias de Enxara do Bispo, Gradil e Vila Franca do Rosário.

## População
| População da freguesia de Enxara do Bispo | População da freguesia de Enxara do Bispo | População da freguesia de Enxara do Bispo | População da freguesia de Enxara do Bispo | População da freguesia de Enxara do Bispo | População da freguesia de Enxara do Bispo | População da freguesia de Enxara do Bispo | População da freguesia de Enxara do Bispo | População da freguesia de Enxara do Bispo | População da freguesia de Enxara do Bispo | População da freguesia de Enxara do Bispo | População da freguesia de Enxara do Bispo | População da freguesia de Enxara do Bispo | População da freguesia de Enxara do Bispo | População da freguesia de Enxara do Bispo |
| ----------------------------------------- | ----------------------------------------- | ----------------------------------------- | ----------------------------------------- | ----------------------------------------- | ----------------------------------------- | ----------------------------------------- | ----------------------------------------- | ----------------------------------------- | ----------------------------------------- | ----------------------------------------- | ----------------------------------------- | ----------------------------------------- | ----------------------------------------- | ----------------------------------------- |
| 1864                                      | 1878                                      | 1890                                      | 1900                                      | 1911                                      | 1920                                      | 1930                                      | 1940                                      | 1950                                      | 1960                                      | 1970                                      | 1981                                      | 1991                                      | 2001                                      | 2011                                      |
| 1 958                                     | 2 002                                     | 2 192                                     | 2 166                                     | 2 260                                     | 2 229                                     | 2 249                                     | 1 816                                     | 1 945                                     | 1 947                                     | 1 632                                     | 1 747                                     | 1 721                                     | 1 647                                     | 1 740                                     |

Com lugares desta freguesia foi criada, pelo decreto-lei nº 30.104, de 05/12/1939, a freguesia de Vila Franca do Rosário.

## Património
- Povoado da Serra do Socorro e Capela de Nossa Senhora do Socorro (parte superior da Serra do Socorro)
- Igreja de Nossa Senhora da Assunção ou Igreja Paroquial de Enxara do Bispo
- Pelourinho de Enxara dos Cavaleiros, antiga sede de concelho do mesmo nome

## Personalidades
- Diogo da Costa Ferreira